# Râul Valea Neagră, Gepiu
Râul Valea Neagră este un curs de apă, afluent al râului Gepiu. 

## Hărți
- Harta munții Apuseni